# Kościół katolicki w Czechach

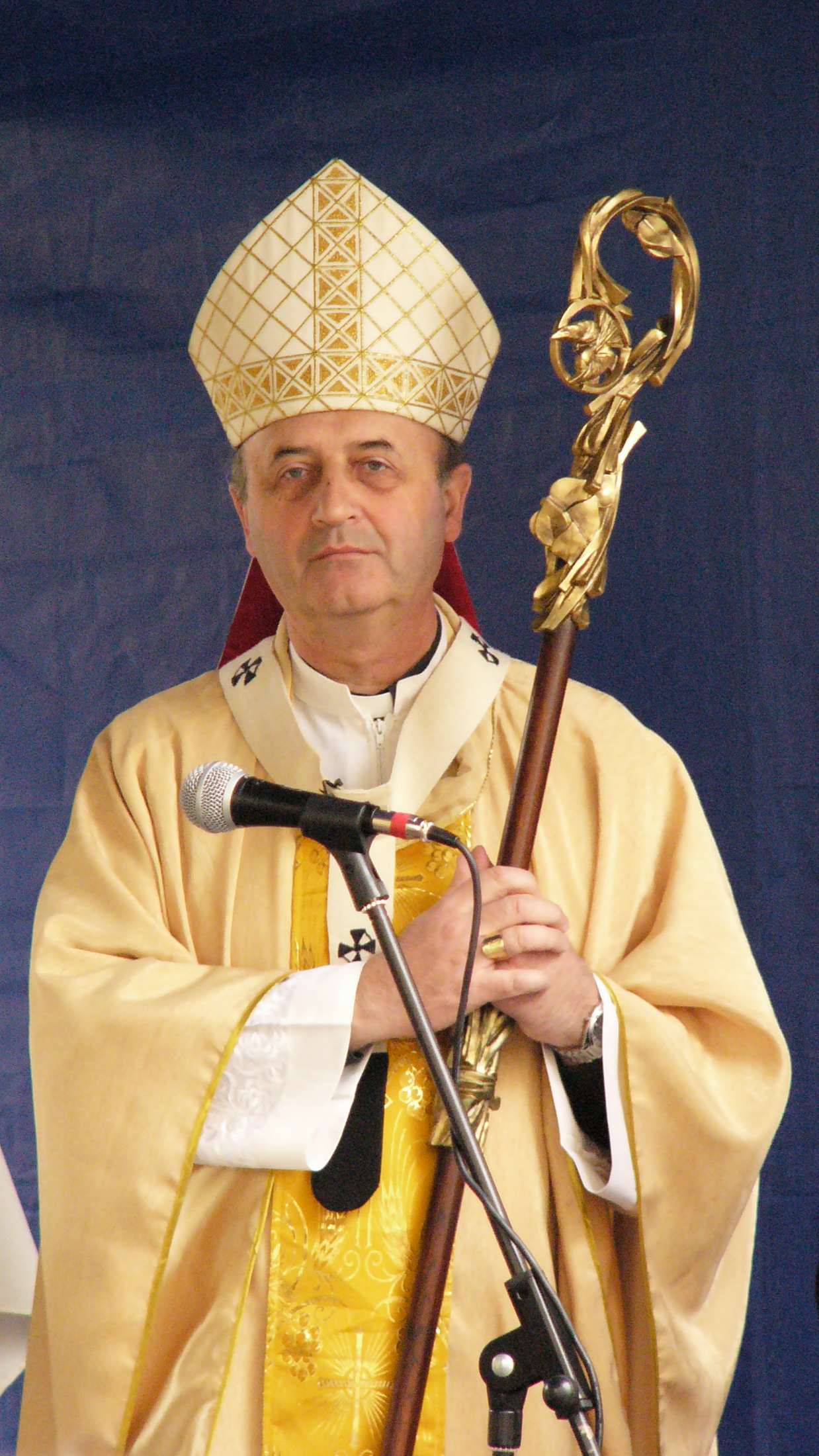
Jan Graubner, arcybiskup praski i prymas Czech

Kościół katolicki w Czechach (cz. Církev katolická v Česku) – część powszechnego Kościoła katolickiego i zarazem największy pod względem liczby wiernych związek wyznaniowy obecny w Czechach. Według spisu powszechnego z 2011 roku z katolicyzmem utożsamiało się 1,08 miliona Czechów (10,3% społeczeństwa), a tylko 5% określiło się jako osoby praktykujące.
Dzieli się na dwie metropolie rzymskokatolickie – czeską i morawską, którymi kierują arcybiskupi-metropolici oraz bizantyjsko-rusiński egzarchat apostolski. Arcybiskup praski jest prymasem Czech.

## Historia
Przenikanie chrześcijaństwa na Wielkie Morawy miało miejsce na przełomie VIII i IX wieku. Około  831 roku doszło do tzw. „chrztu wszystkich Morawian”, podczas którego chrzest z rąk pasawskiego biskupa Reginhara przyjął wielkomorawski książę Mojmir I oraz ludzie z jego otoczenia. Wraz z przybyciem Cyryla i Metodego w 864 roku pojawiło się na Wielkich Morawach oraz w krajach wchodzących w ich obręb chrześcijaństwo wschodnie (do niego odwołuje się dzisiejszy Kościół Prawosławny Czech i Słowacji). Na podstawie działań Cyryla i Metodego papież Hadrian II w 869 roku powołał do życia archidiecezję Morawsko-Panońską dla obszaru Moraw i Panonii.
Kościelna struktura organizacyjna w Czechach jest starsza od siostrzanej struktury w Polsce. Pierwszym biskupstwem w Czechach była utworzona w roku 973 diecezja praska – odnowiona morawska struktura kościelna. Kościół czeski przeżywał ogromny kryzys swej tożsamości w czasach husyckich w XV w. Nastąpiło wówczas osłabienie środowiska katolickiego. Ruch husycki odbierany był jako narodowy. By ograniczyć wpływ husytów w latach 1419–1436 król Zygmunt Luksemburski przy wsparciu papiestwa organizował kolejne krucjaty antyhusyckie. Kolejny cios strukturze kościelnej zadał okres reformacji i walk międzywyznaniowych. Wówczas liczba katolików spadła do 10%.
Cuius regio, eius religio, czyli zasada uzgodniona dla obszaru Czech (jako części składowej Cesarstwa Rzymskiego – Rzeszy) dawała monarchom prawo wyboru wyznania oraz narzucania go swoim poddanym. Jako opiekunowie katolicyzmu wystąpiła dynastia Habsburgów. Habsburgowie – jako dynastia rzymskokatolicka i władająca krajami o takim wyznaniu na półwyspie Iberyjskim, w Amerykach i w Europie Środkowej, nie wspierała ani nie chroniła czeskich środowisk niekatolickich.
Gdy w 1918 odzyskano niepodległość, Czesi manifestowali swoją wolność, odchodząc od Kościoła katolickiego. Czwartym czynnikiem, który wpłynął na sytuację obecną – środowisko katolickie w Czechach jest mniejszością – były lata rządów komunistycznych. Władze skutecznie starały się izolować Kościół od reszty społeczeństwa: zlikwidowano seminaria, pozostawiając jedno dla całych Czech i Moraw, narzucono limit przyjęć, zlikwidowano zakony i zgromadzenia, proboszczowie podlegali sekretarzom partyjnym, aktywnych kapłanów przenoszono do martwych parafii, sekretarze partyjni byli obecni na zebraniach dekanalnych.
W latach 40. i 50. XX w. zaczął powstawać Kościół podziemny. Największą inicjatywą była wspólnota Koinótés, zapoczątkowana w 1964 roku przez Felixa Marię Davídka (1921–1988), tajnie wyświęconego na biskupa w roku 1967. W ramach Koinótés wyświęcono potajemnie 15 biskupów i około 160 księży, w tym kilka kobiet (np. Ludmila Javorová). W roku 1996 święcenia kobiet uznano za nieważne, podobnie jak i inne udzielone przez Davídka, ponieważ przyjęta przez niego sakra biskupia została ostatecznie uznana za wątpliwie ważną. Rok później Kongregacja dla Kościołów Wschodnich uregulowała sytuację 22 żonatych księży, którym zezwolono pełnić posługę w obrządku bizantyjskim.
Największym problemem, z którym boryka się dzisiaj Kościół czeski, jest brak kapłanów. W 2011 roku w archidiecezji praskiej 64% parafii nie miało księdza, a w diecezji litomierzyckiej w 400 parafiach pracowało 90 księży.

## Struktura

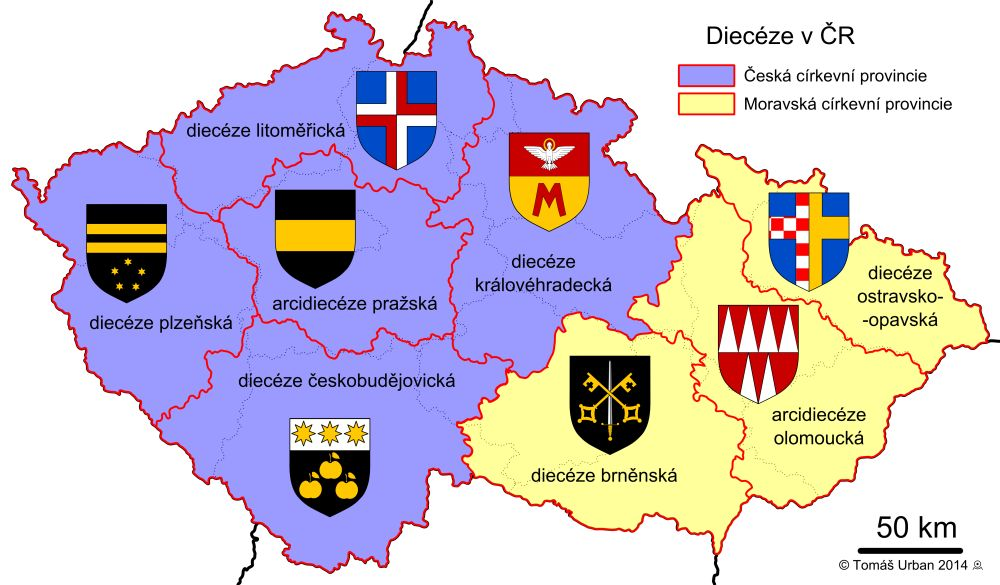
Kościół katolicki w Czechach

### Metropolia czeska
- Archidiecezja praska - Abp Jan Graubner
- Diecezja czeskobudziejowicka - bp Vlastimil Kročil
- Diecezja hradecka - bp Jan Vokál
- Diecezja litomierzycka - bp Stanislav Přibyl
- Diecezja pilzneńska - bp Tomáš Holub

### Metropolia morawska
- Archidiecezja ołomuniecka -Abp Josef Nuzík
- Diecezja brneńska - bp Pavel Konzbul
- Diecezja ostrawsko-opawska - bp Martin David

## Nuncjatura apostolska
Nuncjatura apostolska w Czechach mieści się w Pradze, przy ul. Vorsilskiej, 12. Obecnie reprezentantem Watykanu jest abp Jude Thaddeus Okolo.

## Statystyki
W 2009 roku Kościół rzymskokatolicki posiadał w Czechach dwudziestu biskupów (Kościół greckokatolicki posiadał trzech biskupów), 1370 księży diecezjalnych, 586 zakonnych (w sumie 1956), 178 diakonów stałych, 116 braci zakonnych, 1609 sióstr zakonnych, 160 członków instytutów świeckich, 1109 katechetów. W wyższych seminariach duchownych kształciło się 184 seminarzystów. Kościół prowadził 39 przedszkoli i szkół podstawowych, 33 szkoły średnie, 7 uniwersytetów. W Czechach pracuje około 200 księży z Polski.

## Media

### Czasopisma
Katolickie czasopisma: Katolický týdeník, Světlo, Teologické texty, Salve, Milujte se!, ADéčko dla dzieci, In! dla dziewcząt, Tarsicius dla ministrantów

### Wydawnictwa
Katolickie książki wydają: Karmelitánské nakladatelství, Matice cyrilometodějská, Nakladatelství Cor Jesu, Paulínky, Nakladatelství Vyšehrad, Cesta, Trinitas, salezjańskie wydawnictwo Portál.